# Cayo Bretón
Cayo Bretón es una isla del mar Caribe con 6,7 kilómetros cuadrados de superficie, que forma parte del archipiélago Jardines de la Reina, en Cuba. Administrativamente hace parte de la provincia de Ciego de Ávila localizándose en las coordenadas geográficas 21°07′22″N 79°25′33″O / 21.12278, -79.42583 377 kilómetros al sureste de la capital de ese país La Habana y 63 kilómetros al este del centro aproximado de Cuba.